# Hugh Whitemore
Hugh Whitemore est un dramaturge et scénariste britannique, né le 16 juin 1936 à Tunbridge Wells (Kent) et mort le 17 juillet 2018.

## Biographie
Hugh Whitemore étudie à la Royal Academy of Dramatic Art, dont il sort diplômé d'art dramatique en 1957. Il travaille ensuite pour la télévision, pour laquelle il adapte des pièces de théâtre et écrit des nouvelles.
Il meurt le 17 juillet 2018 à l'âge de 82 ans.

### Vie privée
Hugh Whitemore a été marié à trois reprises. De sa seconde union avec l'agent littéraire Sheila Lemon est né un fils, Tom. Il épouse en troisièmes noces l'actrice Rohan McCullough en 1998.

## Filmographie partielle

### Télévision
- 2002 : The Gathering Storm
- 2003 : My House in Umbria (en)
- 2009 : Into the Storm

## Distinctions

### Récompenses
- Primetime Emmy Awards 2002 : Meilleur scénario pour une mini-série ou un téléfilm pour The Gathering Storm, partagé avec Larry Ramin

### Nominations
- Primetime Emmy Awards 2003 : Meilleur scénario pour une mini-série ou un téléfilm pour My House in Umbria (en)
- Primetime Emmy Awards 2009 : Meilleur scénario pour une mini-série ou un téléfilm pour Into the Storm